# Raúl Sanguineti
Raúl Sanguineti (* 2. Februar 1933 in Paraná; † 6. August 2000 in Buenos Aires) war ein argentinischer Schachspieler.

## Leben
Sanguineti gewann 1956, 1957, 1962, 1965, 1968, 1973 und 1974 die argentinische Schachmeisterschaft. Er nahm für Argentinien an sieben Schacholympiaden zwischen 1956 und 1976 teil, wobei er insgesamt einen Punktestand von +46 =42 −7 aufwies. In Moskau 1956 (1. Reservebrett) und Warna 1962 (4. Brett) gewann er jeweils eine Individual-Goldmedaille, die für die höchste prozentuale Punktausbeute an einem bestimmten Brett vergeben wurde. Mit seiner Mannschaft gewann er Bronzemedaillen für Argentinien bei den Schacholympiaden München 1958 und Warna 1962. Außerdem gewann er mit Argentinien die panamerikanische Mannschaftsmeisterschaft 1971 und erreichte gleichzeitig das beste Einzelergebnis am dritten Brett. Zweimal spielte er beim Interzonenturnier: 1958 in Portorož kam er auf Platz 14, 1976 in Biel auf Platz 16.
Sanguineti wurde 1957 vom Weltschachbund FIDE zum Internationalen Meister und 1982 zum Ehrengroßmeister ernannt. Vor Einführung der Elo-Zahlen erreichte er seine beste historische Elo-Zahl von 2677 im Januar 1965. Zu diesem Zeitpunkt lag er auf Platz 18 der nachträglich errechneten Weltrangliste.